# سارة خاتون (مسلسل)
سارة خاتون مسلسل تلفزيوني عراقي تم بثه عام 2006 يجسد حياة الفتاة الأرمنية سارة خاتون إسكندريان أو (سارة خاتون) في حقبة مهمة من تاريخ العراق الحديث بمشاركة نخبة كبيرة من نجوم الفن العراقي ونجوم عرب.

## المؤلف
- حامد المالكي

## المخرج
- صلاح كرم

## الممثلين
- غالب جواد
- ريام الجزائري
- شذى سالم
- سهى سالم
- خليل فاضل خليل
- سامي قفطان
- عبد القادر الحلبي

## المنتج
- قناة الشرقية